# Караван-сарай Ага Гахрамана Мирсияб оглы
Карава́н-сара́й Ага Гахрама́на Мирсияб оглу́ (азерб. Ağa Qəhrəman Mirsiyab oğlunun karvansarayı) — караван-сарай, расположенный в городе Шуша. Историко-архитектурный памятник национального значения Азербайджана.
Караван-сарай расположен в западной части площади Базар баши.
С 8 мая 1992 года до 8 ноября 2020 года находился под контролем непризнанной Нагорно-Карабахской республики. 8 ноября 2020 года, в результате Второй Карабахской войны, Азербайджан восстановил контроль над Шушой.

## История
Караван-сарай построен в 1880-х годах на средства известного купца из Шуши Аги Гахраман Мирсияб оглы. Главный фасад караван-сарая, расположенный на краю скалы Сыдырым, выходит на улицу Раста базар, центральную торговую улицу Шуши. На втором этаже здания располагалось 25 комнат, предназначенных для купечества, на первом этаже — торговые конторы и около 30 магазинов. В период Азербайджанской ССР караван-сарай использовался как колхозный рынок.
Фиридун Шушинский в произведении, посвящённом историческим и культурным памятникам Шуши, отмечал, что «ближе к концу XIX века в Шуше имелось 10 караван-сараев. Известны названия ряда из них: „Хаджи Аббаса“, „Катырчи Мурада“, „Мирсиаб оглы“, „Шейтан базар“, „Ханлыг Мухтара“. Однако лучшим караван-сараем города был караван-сарай Мешади Шукура, сына Мирсияба. Это великолепное здание было построено в 80-х годах XIX века. Архитектурный ансамбль здания неизбежно привлекает внимание».
Караван-сарай Мирсиаб оглы построен в западной части городской площади Мейдан, также был известен как караван-сарай с мечетью. В караван-сарае было несколько торговых контор и около тридцати крупных и мелких лавок. Кроме них, в караван-сарае действовали также парикмахерская, сапожная, портняжная, шляпная и другие мастерские. В караван-сарай Мирсиаб оглу привозили товары со всего Карабаха, а также из других стран Кавказа, Ирана и России.

## Мечеть при караван-сарае
На втором этаже в углу здания караван-сарая была построена мечеть для купцов и приезжих. Трёхнефный молельный зал мечети был перекрыт арочным сводчатым потолком, опирающимся на восьмиугольные колонны, характерные для архитектуры Шуши, как и многие шушинские мечети. Молитвенный зал имеет размеры 8,36x9,22 метра. Стены мечети и семиконечная ниша михраба украшены изысканными рельефами. Как отмечает Э. Авалов размещение мечети внутри Караван-сарая является единственным случаем в практике строительства зданий подобного типа и не имеет аналогов во всей исламской архитектуре.

## Современный период
С 2022 года в здании проведена реставрация. 10 мая 2023 года здание было открыто.
C 10 мая 2023 года в здании располагается Центр творчества.